# Tell (archéologie)
Pour les articles homonymes, voir Tell.

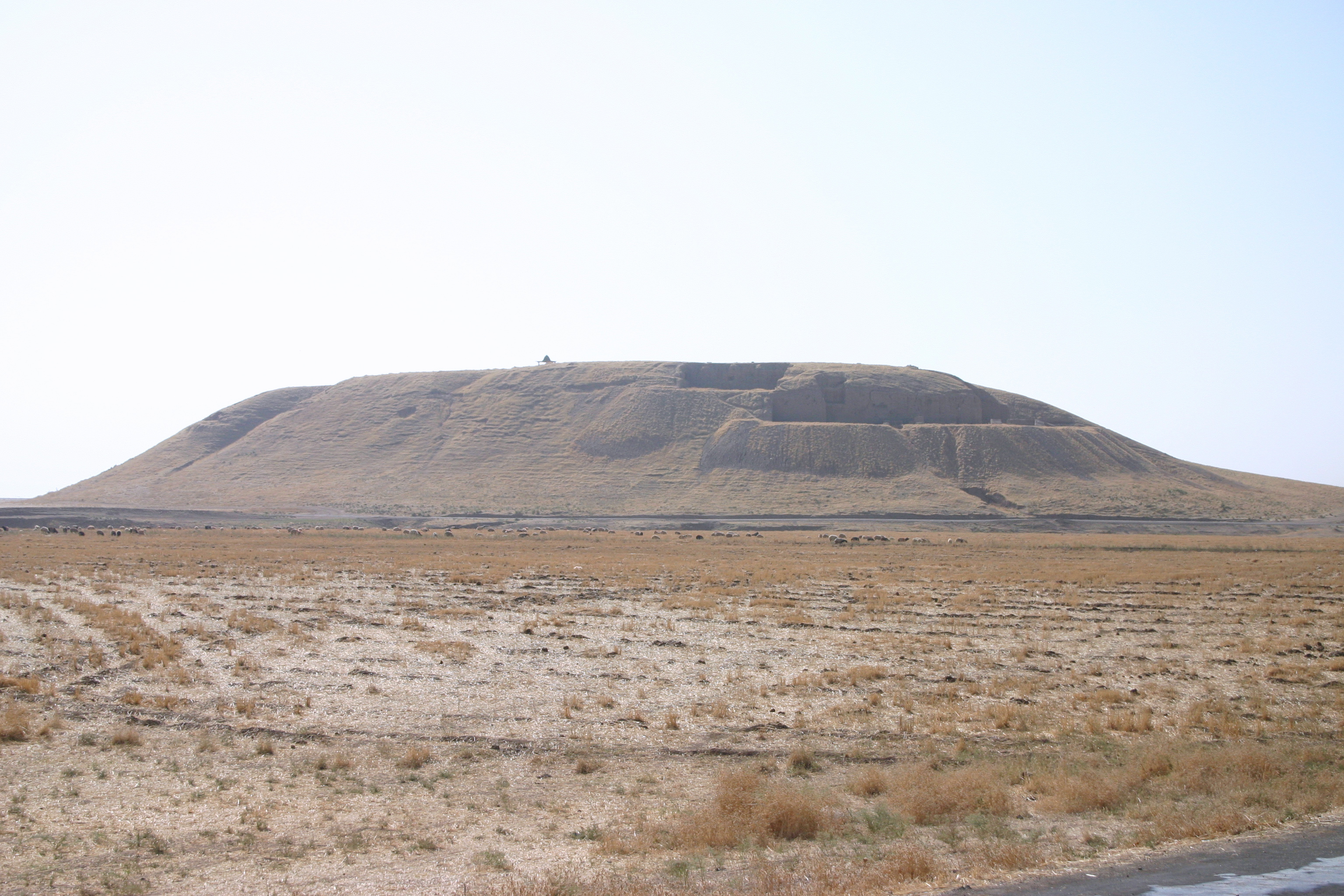
Tell Barri (Syrie)

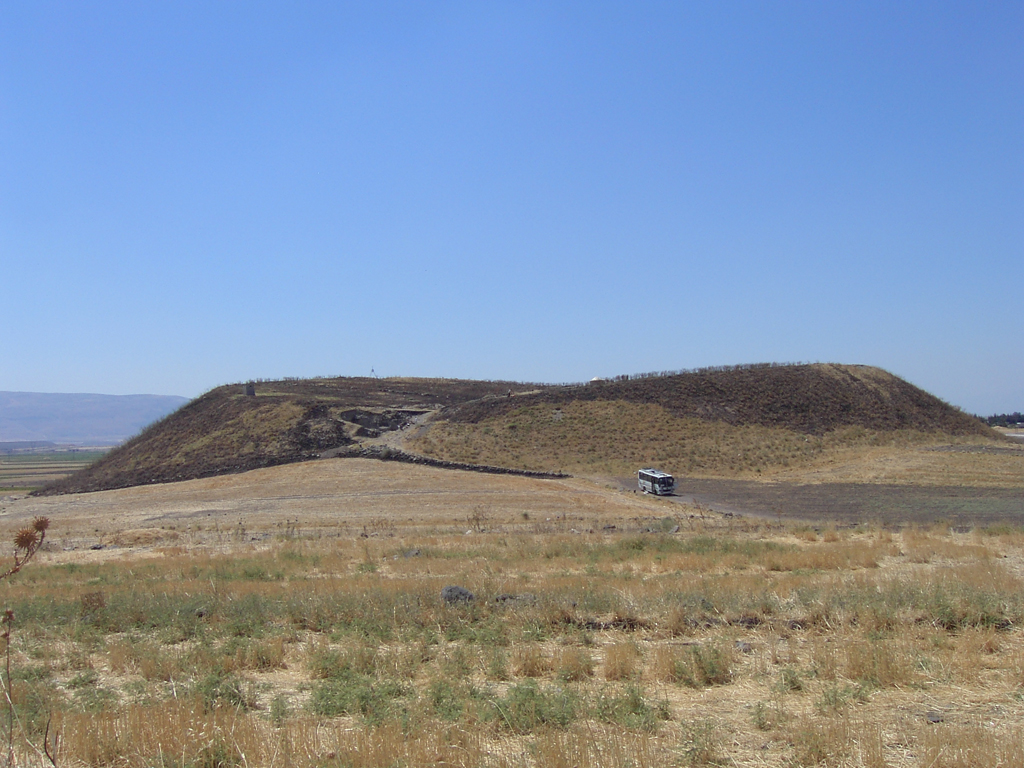
Tell Qarqur (Syrie)

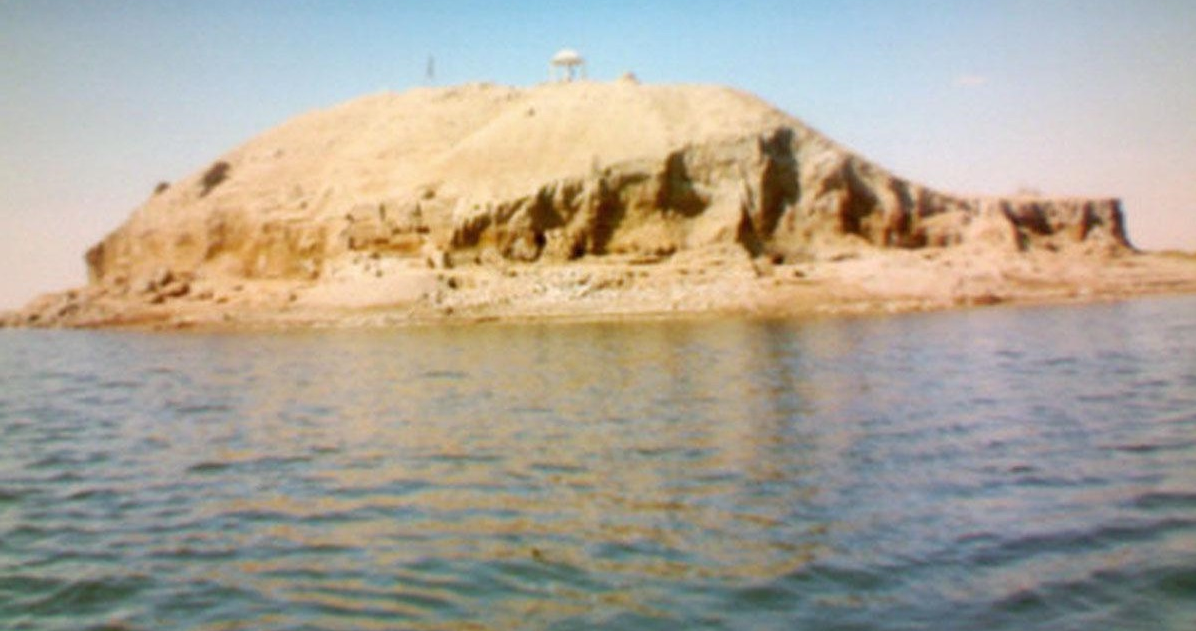
Tell Taban (Syrie)

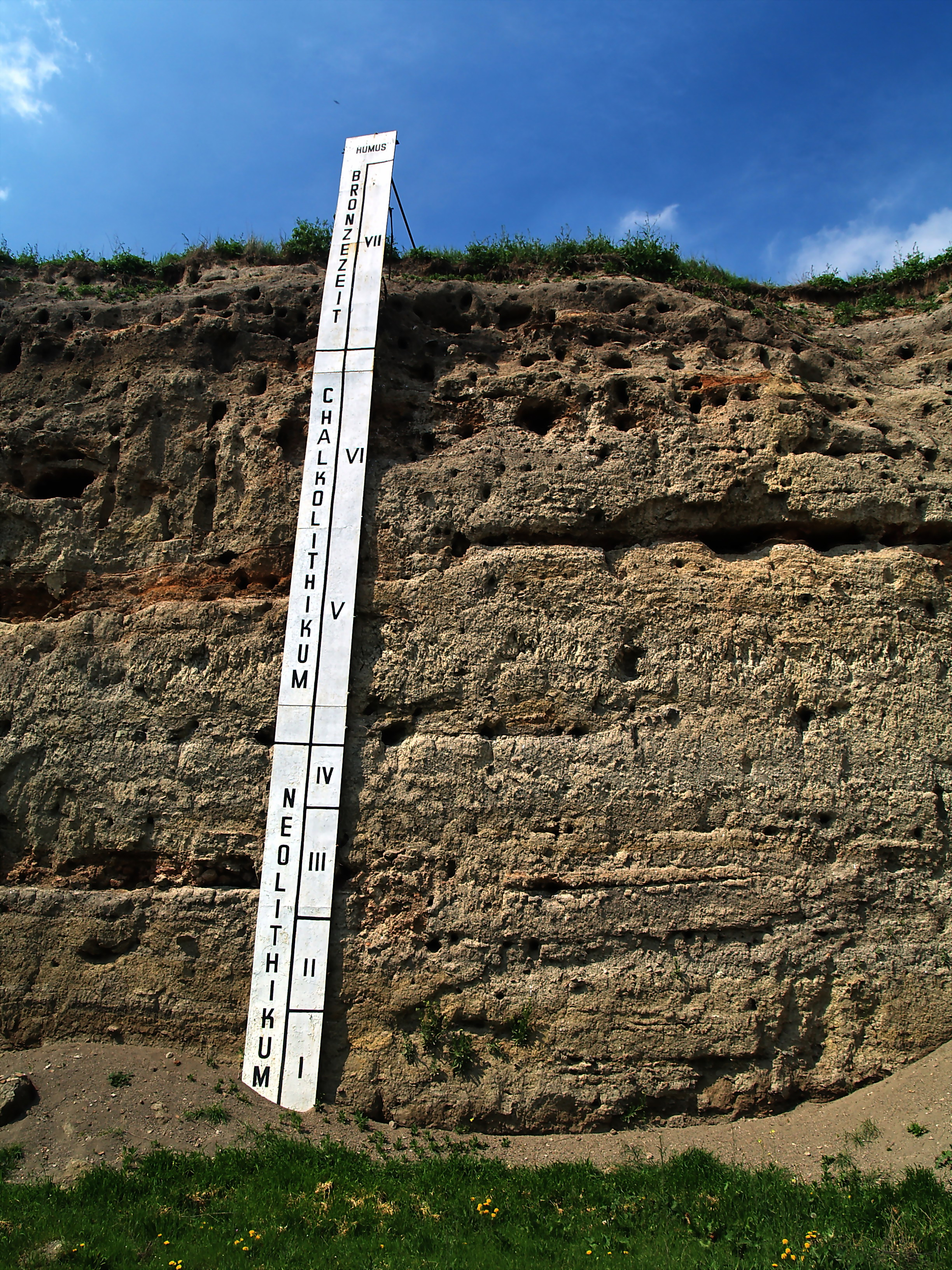
Les différents niveaux archéologiques du site de Karanovo (Bulgarie)

Un tell est un site archéologique en forme de monticule qui résulte de l'accumulation de débris de bâtiments, d'habitations et de matières sur une longue période, sur un lieu anciennement occupé par les hommes. Il s'agit d'une colline artificielle formée par les différentes couches d'occupation humaine. Les premiers tells apparaissent au début de l'Holocène au Proche-Orient et certains sont encore occupés aujourd'hui.

## Dénomination
Le mot tell est emprunté à l'arabe تلّ (tall) (« colline », « monticule »). L'hébreu תל (tel) signifie de même « colline » ou « pile » (ou parfois « ruine »). Ces termes sont eux-mêmes issus de l'akkadien (tilu) (« monticule de ruines »), retrouvé, entre autres, dans une inscription d'Adad-Nerari Ier au XIVe siècle av. J.-C.

## Description
Selon Robert David, professeur à l'université de Montréal, un tell se distingue par : 1. une élévation aux bords réguliers, 2. son isolement dans une plaine, 3. un sommet plat, 4. la proximité de l'eau.
Les dimensions que peuvent prendre les tells sont extrêmement variables. Certains ne mesurent que quelques dizaines de mètres de diamètre et quelques dizaines de centimètres de haut. D'autres mesurent plusieurs centaines de mètres de diamètre et peuvent atteindre plusieurs dizaines de mètres de haut (par exemple Arslantepe en Turquie).

## Aire géographique
Des tells sont présents en Asie de l'Indus jusqu'aux rives de la Méditerranée orientale. En Europe, ils n'apparaissent que dans les Balkans, notamment en Bulgarie. Bien qu'au-delà de ces régions certains sites de plein-air se caractérisent par des accumulations de plusieurs dizaines de centimètres de couches archéologiques, ils ne sont pas désignés comme des tells.
En Europe, les tells les plus importants sont Dikili Tash, dans le nord de la Grèce, et le tell de Karanovo, en Bulgarie. La Bulgarie actuelle compte plus de 300 tells.

## Formation
Leur processus de formation est assez variable et complexe. Il ne dépend pas strictement des conditions environnementales. Ainsi, on trouve en Serbie des tells dans une région dont le climat est relativement humide par rapport à celui du Proche et du Moyen-Orient. Dans tous les cas, l'accumulation de couches archéologiques est liée aux phases de reconstruction successives sur le même lieu pendant plusieurs siècles, parfois plusieurs millénaires. Au moment d'une nouvelle phase de construction, les structures anciennes sur lesquelles elle se fonde ne sont pas déblayées mais restent sur place comme nouvelles fondations.

## Autres utilisations du mot
Le mot est également employé dans des toponymes, mais souvent dans son sens originel. Tel Aviv par exemple, « la Colline du Printemps », ne s'étend pas sur un tell au sens archéologique du terme.

## Autres termes
L'équivalent turc du mot est tepe (« colline »), qui entre dans la formation de nombreux toponymes en Turquie, et parfois höyük (« tumulus »), comme dans Köşk Höyük ou Çatal Höyük. En Perse, le terme utilisé est tappeh ou tépeh (avec un seul p en persan : تپه, colline). Dans certains cas, le mot signifie tombeau, car ces collines artificielles sont considérées comme des tumulus funéraires. En Grèce, les tells sont désignés par le mot magoules. En Arménie, on parle de blur.